# أدريانا باربو
أدريانا باربو (بالرومانية: Adriana Barbu)‏ هي منافسة ألعاب القوى رومانية، ولدت في 17 يناير 1961.

## وصلات خارجية
- أدريانا باربو على موقع الاتحاد الدولي لألعاب القوى (الإنجليزية)
- أدريانا باربو على موقع الاتحاد الدولي لألعاب القوى (الإنجليزية)